# Sympetrum fonscolombii
Sympetrum fonscolombii (Selys, 1840) è una libellula della famiglia Libellulidae.

## Distribuzione e habitat
Questa specie ha un ampio areale che comprende l'Africa, incluso il Madagascar, l'Europa meridionale, il Medio Oriente, l'Asia centrale, il subcontinente indiano e numerose isole dell'oceano Indiano.